# Brink
Brink (буквально переводится край чего-либо, берег, грань) — компьютерная игра в жанре шутера от первого лица с элементами RPG, которую разрабатывала Британская компания Splash Damage, и была выпущена компанией Bethesda Softworks для платформ Microsoft Windows, PS3 и Xbox 360. Игра вышла 13 мая 2011 года.
«Brink» совмещает в себе одиночный и многопользовательский режим. Игрок сам выбирает роль, которую хочет взять на себя.
23 августа 2017 года игра стала бесплатной в Steam. В игру были добавлены микротранзакции.

## Сюжет
Созданный человеком плавающий город, названный Aрк (рус. Ковчег), состоящий из сотен отделённых друг от друга плавучих островов, находится на грани гражданской войны. Первоначально он был построен в качестве экспериментальной независимой и 100 % «зелёной» естественной среды. После быстрого роста уровня мирового океана на Земле, Арк стал убежищем для всего человечества. Около 25 лет социальной нестабильности и жители Арка достигли переломного момента.

## Разработка игры
Игра создана на движке id Tech 4 с обновлённым механизмом рендеринга и улучшенной поддержкой многоядерных процессоров.
В конце июля 2009 года технический директор Splash Damage Арноут ван Миир (англ. Arnout van Meer) в интервью сайту PC Games Hardware рассказал о перспективах и возможностях Direct3D 11 для создания игр.

## Отзывы и критика
| Иноязычные издания    | Иноязычные издания |
| Издание               | Оценка             |
| --------------------- | ------------------ |
| 1UP.com               | D                  |
| AllGame               | [ 6 ]              |
| CVG                   | 8,0 / 10           |
| Eurogamer             | 8 / 10             |
| Game Informer         | 6,75 / 10          |
| GameRevolution        | B                  |
| GameSpot              | 6,0 / 10           |
| GameSpy               | [ 12 ]             |
| GamesRadar+           | 8 / 10             |
| GameTrailers          | 7,9 / 10           |
| OXM                   | 8,0 / 10           |
| Русскоязычные издания |                    |
| Издание               | Оценка             |
| 3DNews                | 7 / 10             |
| Absolute Games        | 60 %               |
| «PC Игры»             | 7,5/10             |
| PlayGround.ru         | 6,2 / 10           |
| «Домашний ПК»         | [ 20 ]             |
| «Игромания»           | 5,5 / 10           |
| «Страна игр»          | 7,0/10             |
| StopGame.ru           | проходняк          |

| Сводный рейтинг    | Сводный рейтинг     | Сводный рейтинг      | Сводный рейтинг       |
| Издание            | Оценка              | Оценка               | Оценка                |
| Издание            | PC                  | PS3                  | Xbox 360              |
| ------------------ | ------------------- | -------------------- | --------------------- |
| GameRankings       | 68,94 %             | 69,63 %              | 69,74 %               |
| Metacritic         | 71 / 100 (31 обзор) | 72 / 100 (32 обзора) | 68 / 100 (80 обзоров) |
| Иноязычные издания |                     |                      |                       |
| Издание            | Оценка              | Оценка               | Оценка                |
| Издание            | PC                  | PS3                  | Xbox 360              |
| G4                 | 4 / 5               | 2 / 5                | 2 / 5                 |
| IGN                | 6,5 / 10            | 6,0 / 10             | 6,0 / 10              |

Страна Игр: «Но при этом Brink всё равно останется загадкой: это прекрасный шутер с удивительной стилистикой, который отчего-то пренебрегает очевидными требованиями жанра. Оправданием может послужить лишь то, что это своего рода эксперимент, который, тем не менее, далеко не каждый сможет назвать удачным.»
PC Игры: «По большому счёту, спасает игру, помимо уникального визуального стиля, лишь традиционное летнее затишье: до грядущей в ноябре битвы титанов в лице Battlefield 3 и Modern Warfare 3 ещё далеко, а других достойных сетевых шутеров в данный момент не наблюдается.»
Летом 2018 года, благодаря уязвимости в защите Steam Web API, стало известно, что точное количество пользователей сервиса Steam, которые играли в игру хотя бы один раз, составляет 1 700 604 человека.